# Immersja wodna
Immersja wodna – jedna z niefarmakologicznych metod łagodzenia bólu porodowego, stosowana głównie podczas pierwszego okresu porodu.

## Sposób wykonania
Rodząca powinna zanurzyć w wodzie cały brzuch, maksymalnie do wysokości piersi. Temperatura wody nie powinna przekraczać 36,0–37,0 °C. Kąpiel nie może trwać zbyt długo, za optymalny czas uznaje się 20–30 minut. Obok wanny powinno znajdować się miejsce, w którym zostanie odebrany poród. Należy dbać o czystość wody, stale kontrolować akcje serca płodu, temperaturę ciała pacjentki oraz zapewnić jej odpowiednie nawodnienie poprzez podaż płynów.

## Zalety immersji wodnej
- woda wywiera jednakowe ciśnienie na całe ciało, w ten sposób minimalizuje uczucie bólu i zwiększa wydzielanie endorfin przez organizm rodzącej,
- podczas kąpieli pacjentka relaksuje się i ma uczucie lekkości,
- poprawa krążenia krwi; łożysko, mięśnie i płód są lepiej dotlenione,
- relaksacja mięśni dna miednicy, co wpływa na efektywną pracę dolnego odcinka macicy,
- szybsze rozwieranie szyjki macicy,
- większa podatność mięśni krocza na rozciąganie, co zmniejsza prawdopodobieństwo wykonania nacięcia krocza,
- szybsze wstawianie się części przodującej płodu w kanale rodnym,
- mniejsze dawki podawanych leków przeciwbólowych i rozkurczowych.

## Kryteria kwalifikacji do immersji wodnej[1]
- niepowikłana ciąża pojedyncza,
- wiek ciążowy >37 t. ciąży,
- aktywna faza I okresu porodu (rozwarcie szyjki co najmniej 4 cm, regularna czynność skurczowa, spontaniczna lub indukowana),
- brak dowodów hiperstymulacji mięśnia macicy,
- normokardia płodu,
- brak krwawienia z dróg rodnych,
- brak przeciwwskazań do prowadzenia immersji wodnej,
- dobry stan ogólny rodzącej,
- chęć pacjentki do zastosowania immersji oraz bezwzględny obowiązek przestrzegania poleceń wydawanych przez personel, włączając natychmiastowe opuszczenie wanny w przypadku zaistnienia takiej konieczności.

## Przeciwwskazania do immersji wodnej[1]
- wiek ciążowy < 37. tygodnia,
- ciąża wielopłodowa,
- stan po cięciu cesarskim,
- temperatura ciała rodzącej > 38,0 °C, podejrzenie infekcji,
- aktywna opryszczka narządów płciowych,
- znieczulenie zewnątrzoponowe lub CSE.
- krwawienie z dróg rodnych oceniane na większe niż normalne,
- rany, uszkodzenia skóry, zmiany skórne,
- nieleczone zakażenia pochwy (dodatni GBS nie jest przeciwwskazaniem),
- choroby zakaźne, m.in. HIV, HBV, HCV,
- stan wymagający ciągłego monitorowania FHR,
- cukrzyca ciężarnych lub podejrzenie makrosomii płodu – II okres porodu,
- odpływanie płynu owodniowego:
  - czysty – immersja dopuszczalna,
  - podbarwiony smółką – immersja dopuszczalna,
  - gęste zielone wody płodowe – konieczne monitorowanie KTG.